# Đan Phượng, Lâm Hà
Đan Phượng là một xã thuộc huyện Lâm Hà, tỉnh Lâm Đồng, Việt Nam.

## Địa lý
Xã Đan Phượng có diện tích 46,27 km², dân số năm 2022 là 6.624 người, mật độ dân số đạt 143 người/km².

## Lịch sử
Ngày 24 tháng 10 năm 1987, Hội đồng Bộ trưởng ban hành Quyết định số 157-HĐBT về việc:
- Thành lập xã Đan Phượng thuộc huyện Đức Trọng trên cơ sở vùng kinh tế mới.
- Chuyển xã Đan Phượng thuộc huyện Đức Trọng về huyện Lâm Hà mới thành lập quản lý.